# Albanees-Ottomaanse Oorlog
De Albanees-Ottomaanse Oorlog was een conflict op de Balkan van 1432 tot 1479 tussen een reeks Albanese vorsten, die zich later tot één staat verenigden, de Liga van Lezhë, en de Ottomaanse sultans. De Liga van Lezhë viel in 1479 na een belegering door sultan Mehmet II. Albanië zou sindsdien vier eeuwenlang Ottomaanse heerschappij ondergaan.

## Verloop

### Beginjaren
In het jaar 1385 kwamen de Ottomaanse sultans voor het eerst Albanië binnen op uitnodiging van prins Karl Thopia. De reden van deze uitnodiging was om een alliantie te vormen tussen het Ottomaanse Rijk en de Thopia-dynastie om de Balsha-dynastie te verslaan bij de Slag bij Savra. De Ottomanen hadden enige invloed in sommige Albanese gebieden na deze gewonnen veldslag, maar hadden geen directe heerschappij over Albanië. Hoewel de Ottomanen de heerschappij over alle Albanese gebieden wel bleven claimen, werd het grootste gedeelte van Albanië nog altijd geregeerd door Albanese adellijke families.
Aan het begin van de 15e eeuw groeide de macht van de Ottomanen in Albanië. Er werd een Ottomaanse sandjak uitgeroepen en de Albanese adel werd lokaal vervangen door Ottomaanse kolonisten uit Anatolië. Een belastingwet ingevoerd door de Ottomanen die moslims voortrok en christenen dupeerden leidde tot een conflict tussen de Ottomanen en Albanezen. Waar de Albanese boeren veldslagen vermeden, besloot de Albanese adel een gewapend conflict voor te bereiden.
De Albanese vorsten Gjergj Arianiti en Gjon I Kastrioti waren de vooraanstaande figuren in de anti-Ottomaanse rebellie. De gewapende opstand begon echter in 1432 toen de prins Andrea II Thopia een klein Ottomaans leger versloeg in centraal-Albanië. Zijn overwinning moedigde de andere Albanese edelen aan waarna een massale opstand tegen de Ottomanen in heel Albanië volgde door onder anderen de prinsen van de Dukagjini en Zenebishi-dynastie. Nadat uiteindelijk de opstanden werden neergeslagen door de Ottomanen, mocht de Albanese adel hun lokale autonome gebieden behouden in ruil voor erkenning van de Ottomaansche heerschappij, die ondertussen steeds verder uitbreidde op de Balkan.

### Liga van Lezhë
In 1443 besloot prins Gjergj Kastrioti Skanderbeg, de zoon van Gjon I Kastrioti die als kind werd meegenomen door de Ottomanen en door hen een militaire opleiding kreeg, het Ottomaanse leger te verlaten en om te vechten voor zijn vaderland Albanië. Skanderbeg verliet de islam en bekeerde zich tot het christendom. Via een vervalste brief aan de gouverneur van Krujë, waar Skanderbeg zich voordeed als sultan Murat II, verkreeg Skanderbeg heerschappij over Krujë en de nabij gelegen plaatsen. 
Op 2 maart 1444 nodigde Skanderbeg alle Albanese adellijke families uit in Lezhë. Hij zou daar de Liga van Lezhë stichten, een militaire alliantie die Albanië wilde bevrijden van de Ottomaanse bezetters. Skanderbeg beschikte over ongeveer 15.000 soldaten en voerde een guerrillaoorlog tegen de Ottomanen. Mede door het feit dat Skanderbeg beschikte over de Ottomaanse tactieken waren de meeste veldslagen onder zijn bevel uiterst succesvol. Zo versloeg de Liga van Lezhë de Ottomanen in meer dan twintig veldslagen over een periode van 25 jaar. Daarmee is het de succesvolste rebellie tegen het Ottomaanse Rijk van destijds.
Na de dood van Skanderbeg in 1468 verzwakte de Albanese tegenstand onder diens opvolger prins Lekë Dukagjini. In 1479 viel de Liga van Lezhë na de belegering van Shkodër door sultan Mehmet II. Albanië zou sindsdien vier eeuwenlang geregeerd worden door de Ottomaanse dynastie. In 1912 werd Albanië weer onafhankelijk van het Ottomaanse Rijk.

## Veldslagen
Skanderbeg is 25 keer ten strijde getrokken. Hij won 24 keer; zijn enige verlies was in Berat.
- Beleg van Petrela (1443/1444)
- Beleg van Stelluzi (1443/1444)
- Eerste beleg van Svetigrad (1443/1444)
- Slag van Torvioll (1444)
- Slag van Mokra (1445)
- Slag van Otoletë (1446)
- Albanees-Venetiaanse Oorlog (1447-1448)
- Slag van Drin (1448)
- Slag van Oronik (1448)
- Beleg van Svetigrad (1448)
- Beleg van Krujë (1450)
- Slag om Polog (1453)
- Beleg van Berat (1455)
- Slag van Oronichea (1456)
- Slag om Albulena (1457)
- Slag van Mokrena (Dibra) (1462)
- Slag van Lage Dibra (1462)
- Slag van Pollog (1462)
- Slag om Ohrid (1464)
- Slag van Ohër (1464)
- Slag van Kumanovo (1465)
- Beleg van Krujë (1466)

## Afbeeldingen

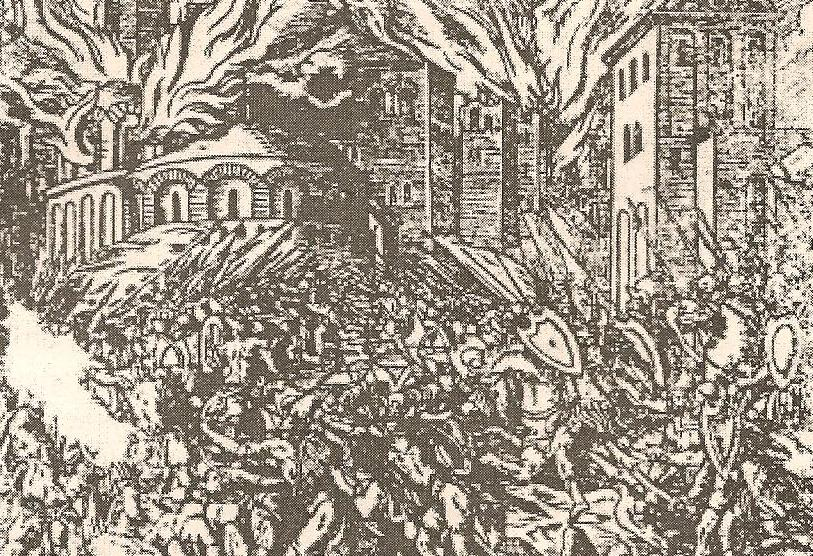
Beleg van Svetigrad (1448)
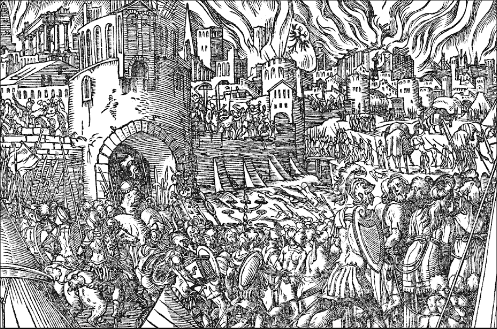
Eerste Beleg van Krujë (1450)
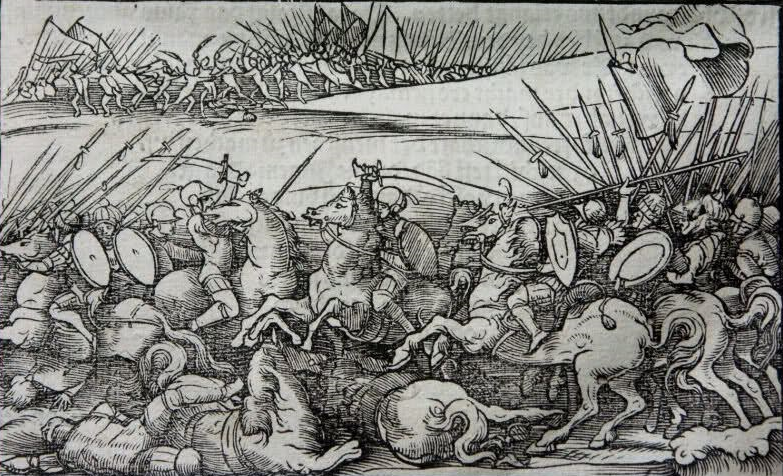
Slag om Polog (1453)
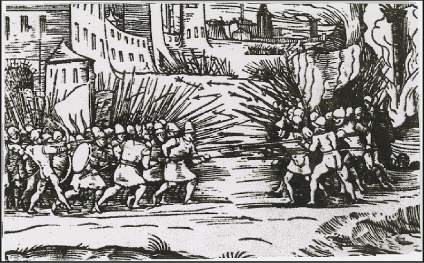
Slag bij Oronichea (1456)
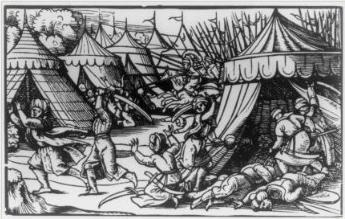
Slag om Albulena (1457)
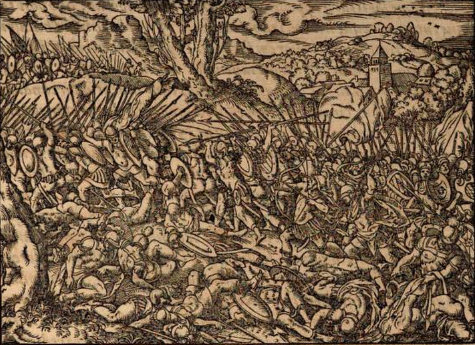
Slag om Ohrid (1464)
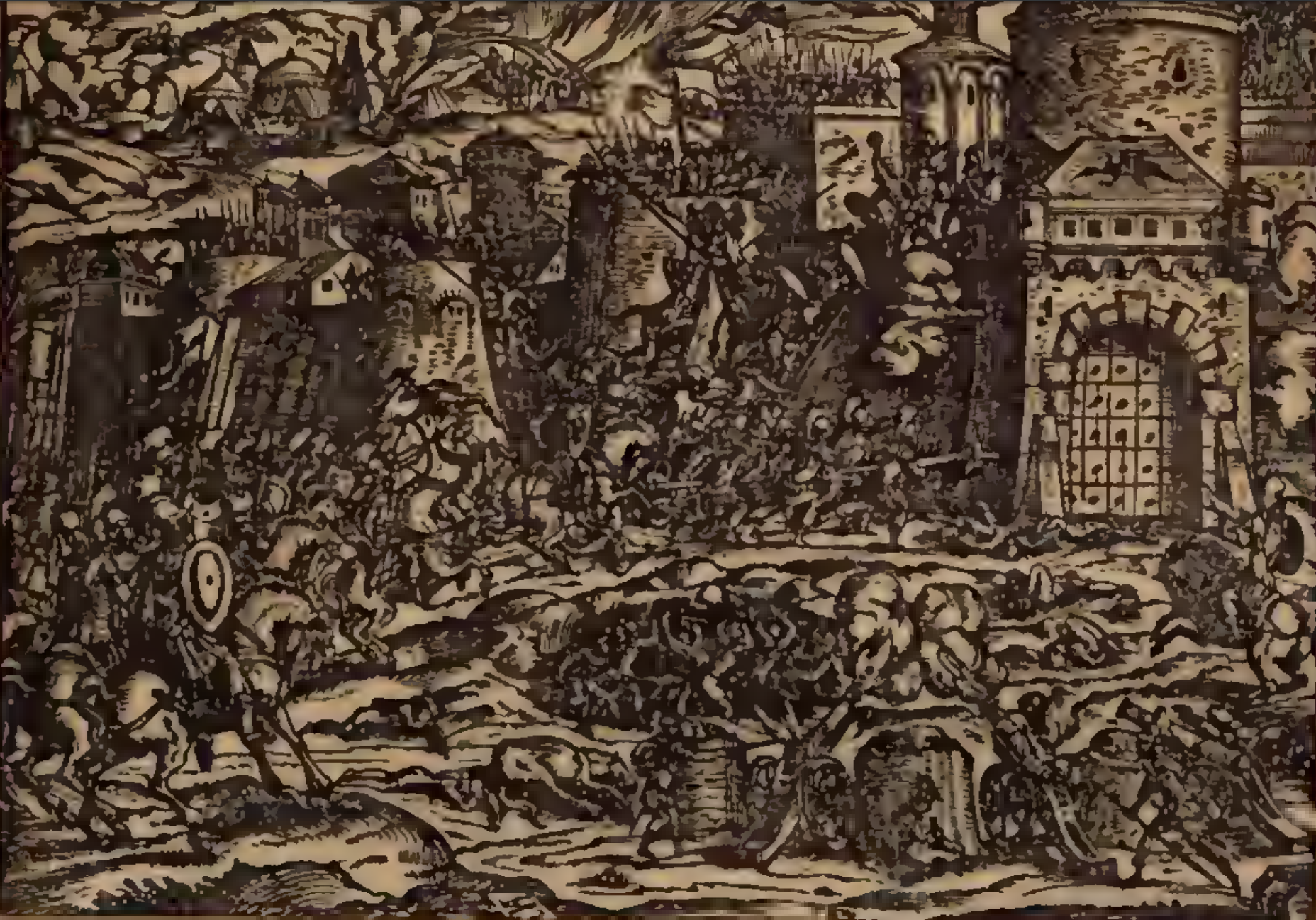
Tweede Beleg van Krujë (1466)

Slagen van Arianit (voor Skanderbeg) · Slag van Torvioll · Eerste Slag van Mokra · Slag van Otonetë · Albanees-Venetiaanse Oorlog · Eerste Slag van Oranik · Beleg van Svetigrad · Eerste Beleg van Krujë · Slag van Modrica · Eerste Slag van Meçad · Eerste Slag van Pollog · Beleg van Berat · Tweede Slag van Oranik · Slag van Ujëbardha · Italiaanse expeditie · Eerste Slag van Mokra · Macedonië-veldtocht (Tweede Slag van Mokra, Tweede Slag van Pollog, Slag van Livad) · Slag van Ohrid · Eerste Slag van Vajkal · Derde Slag van Oranik · Ballaban's veldtocht (Tweede Slag van Vajkal, Slag van Kashari) · Slag van Kumaniv · Tweede Beleg van Krujë · Derde Beleg van Krujë · Vierde Beleg van Krujë (na de dood van Skanderbeg)

## Trivia
In 1953 werd de Albanees-Ottomaanse oorlog verfilmd in een biografische film over Skanderbeg.